# Association of American Railroads
 (décembre 2019).
Si vous disposez d'ouvrages ou d'articles de référence ou si vous connaissez des sites web de qualité traitant du thème abordé ici, merci de compléter l'article en donnant les références utiles à sa vérifiabilité et en les liant à la section « Notes et références ».
Pour les articles homonymes, voir AAR.
L’Association of American Railroads (abrégée AAR que l'on peut traduire par Association des chemins de fer américains) est un regroupement des principales compagnies ferroviaires d'Amérique du Nord (Canada, États-Unis, Mexique). Il s'agit d'une certaine manière du pendant nord-américain de l'Union internationale des chemins de fer (UIC) européenne.

## Historique
L'organisation a été créée le 12 octobre 1934. Il s'agissait alors de regrouper plusieurs organisations œuvrant dans le domaine ferroviaire comme l'American Railway Association.

## Membres importants
L'organisation comprend bien sûr les principaux chemins de fer de classe 1 comme la BNSF ou l'Union Pacific ou encore la Norfolk Southern et le Canadien National mais également les grands transporteurs de passagers comme Amtrak (qui est également membre de l'UIC).